# 迈克尔·伊维斯
迈克尔·伊维斯爵士，CBE（1935年7月17日—），英国奶农，也是格拉斯顿伯里音乐节的创立者，该音乐节于其在萨默塞特的农场举办。

## 个人生活
伊维斯出生于萨默塞特郡的一个村庄，父亲是卫理宗牧师，母亲是一位教师。他中学时就读于威尔斯克斯德尔中学，大学时就读于泰晤士航海训练学院。